# Szilágycseh

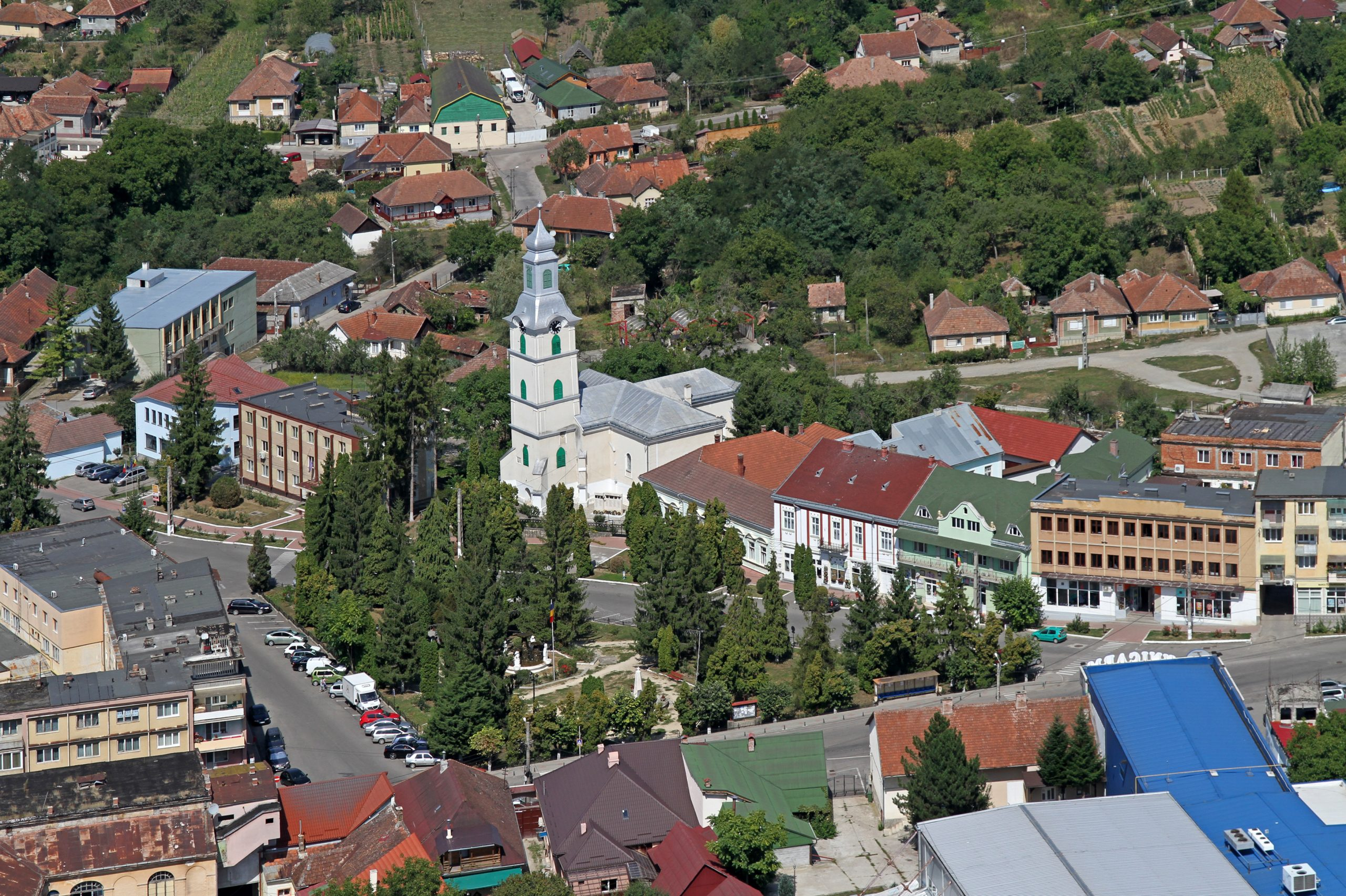
A szilágycsehi református templom a magasból

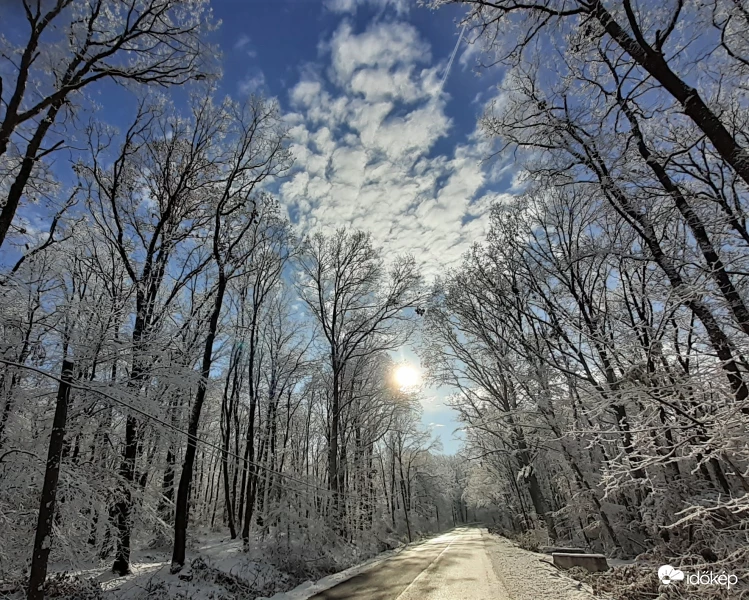
Hófödte erdei fák

Szilágycseh (románul Cehu Silvaniei) város Romániában, Szilágy megyében, Zilahtól 31 km-re észak-északkeletre. Mutos, Oláhhorvát, Szilágynádasd és Völcsök tartozik hozzá.

## Földrajzi adottságai
A Szilágysági-dombvidék magaslatai között megbúvó kisváros földrajzilag összetett domborzati képet mutat. A települést körbeölelő dombok legtöbbje magasabb 280-300 méternél. Az északi dombvonulat átlagos magassága meghaladja a déli vonulatáét, legmagasabb pontja 337 méter, az északról alányúló erdő déli végénél. E vonulat hosszan elnyúlva terül el, a Szilágy-patak völgyétől fokozatosan emelkedve, az erdővidékig szántóterületek borítják. Keleti irányban gerincként a település fölé terebélyesedik, déli lejtőin szőlősök találhatóak, valamint gyümölcstermesztés folyik, elsősorban a szilvafák jellegzetes elemei a tájnak. Az északi domvonulat egy-egy kiemelkedő részéről kilátás nyílik a városra, a környező dombokra, s tiszta időben az Erdélyi-középhegység magasabb csúcsai (dél-délnyugat felé), valamint a Gutin-hegység (észak-északkelet felé) is megpillantható. Az erdő borította vonulat a település északkeleti részén éri el legmagasabb pontját, innen északi és keleti irányba lejt a Szamos völgye felé. Kelet felé kissé alacsonyabb dombvonulat szegélyezi a tájat, mely délkelet felé haladva egészen 300 méteres magasságig emelkedik. Ezen a kiemelkedésen található Cseh vára. A várrom mögötti kúp alakú dombtető a település és a környék legmagasabb pontja, tengerszint feletti magassága eléri a 340 métert. E helyről messzire ellátni: kelet felé a Keleti-Kárpátok csúcsai, Kővár vidéke, valamint a Nagy-hegy, északkelet felé a Gutin-hegység teljes vonulata és Nagybánya látszanak. Dél és nyugat felé ölelkező lankák, dombok látványa tárul a szemlélő elé. A vártól visszafelé, nyugat felé haladva, az északi dombvonulattal párhuzamosan, a kisvárost délről ölelve, a Szilágy-patak völgyéig fokozatosan lejtve egy másik dombvonulat húzódik. Átlagos magassága 260 méter körüli. A dombvonulatok között, a völgyben fekszik az egyedül nyugati irányba nyitott település központi része, a déli dombok egészén magas részekig, az északi vonulatok keleti részén 280 méteres magasságig is felkapaszkodik a város, a Szilágy-patak völgye felé már csak két utcára szűkül le. Főleg üledékes, mészköves talaj jellemző, félméteres mélységtől bizonyos helyeken agyagos, 2 méter alatt homokos a talaj.

## Éghajlata
Földrajzi elhelyezkedéséből adódóan mérsékelt kontinentális a fő éghajlati típus, mindemellett atlanti-óceáni és mediterrán klíma, telente pedig hideg kontinentális altípus is tetten érhető. Kiemelendő, hogy a domborzati jellemzők következtében sajátos mikroklimatikus jellemzői vannak a településnek. Télen nagy átlagban -15, -20 fok között alakul az abszolút minimum, nyáron pedig általában 35 fok körül tetőzik a hőmérséklet. A völgyben való elhelyezkedése, valamint a Szilágy völgye felé való nyitottsága miatt a mélyebben fekvő helyeken 2 fokkal alacsonyabban alakulhatnak a minimumok a település átlagához képest. A leghidegebb a város nyugati felén, a Szilágy-patak völgyében, a dombok közrezárásában szokott lenni. Éves csapadékmennyisége átlagosan 700–750 mm körül alakul.

## Állat- és növényvilága
A települést északról övező erdőben több növény -és állatfaj is fellelhető: az erdőt javarészt tölgy (kocsányos és kocsánytalan) és gyertyán alkotja, de megtalálható a bükk, kőris, nyár, kanadai juhar, hárs, valamint telepített formában erdeifenyő is. A településen több kistermelő is gazdálkodik, rengeteg gyümölcsös, szőlős megtalálható, szilva-, alma-, körte-, diófák a meghatórozóak, a szőlőtermesztésben pedig a közelmúltban egyre inkább elterjedtek a nemesebb fajok. A réteken több vadvirág felbukkan, a pipacstól kezdve, a mezei katángon át, az egynyári seprencéig, sok fűféle is megtalálható. Kisebb csoportokban akác, bodza, csipkebogyó is megtalálható. Az erdőben előforduló állatfajok: vörös róka, európai őz, vaddisznó, üregi nyúl, különböző madárfajok fellelhetőek. Mindemellett a szántóföldeken igen elterjedt a mezei nyúl, fácán, egerészölyv, borz, valamint számos madárfaj is megtalálható.

## Ipar, mezőgazdaság
A városban főleg a fafeldolgozó létesítmények örvendenek népszerűségnek, de varrodák is megtalálhatóak. A mezőgazdaság, gazdálkodás a mai napig nagy hangsúlyt kap a településen. A kisváros északi dombos részének déli lejtőin, a Szilágy völgyéig, nagy területen szántóföldek húzódnak, búzát, kukoricát, napraforgót, árpát, tritikálét, szóját, lucernát termesztenek. Mindemellett gyümölcsösök is díszítik errefelé a tájat. A város peremterületein a szőlősök kapnak helyet. Megfelelő körülmények adódnak a termesztésre, a magas domboldalakon nyaranta végig éri a napsütés a területet, valamint a tavaszi késői fagyok sem veszélyeztetik annyira a szőlőt. A szőlő mellett nagy területen gyümölcsösök foglalnak helyet, a bor- és pálinkakészítés szerves része a helyiek életének.

## Története
Egykori várát 1319-ben említik először, amikor Borsa Kopasz fiai felgyújtották. Református temploma 1519-ben épült, melyet a mohácsi síkon hősi halált halt Drágffy János országbíró építtetett. 1540-ben Bélteki Drágfi Gáspár, Közép-Szolnok és Kraszna vármegyék főispánja a középszolnoki Zilag Cheh városában házat és három hold földet adományozott Chuthy Kis Lukácsnak nemesi joggal, őt azonban a szükséghez képest szolgálnia kellett.
A 17. században több ostromot szenvedett, majd Várad eleste után végvár lett. Később átalakították, a palota egy része még áll.
A trianoni békeszerződésig Szilágy vármegye Szilágycsehi járásának székhelye volt.

## Népessége
1910-ben 3446 lakosából 3221 magyar és 202 román volt.
1992-ben társközségeivel együtt 8954 lakosából 4508 magyar, 4150 román, 280 roma és 9 német volt.
A 2011-es népszámlálás szerint 7214 lakosából 3560 magyar, 3465 román, 21 roma és 7 német volt. A szűkebben vett Szilágycseh lakossága többségében magyar, míg a beosztott falvak, Völcsök kivételével szinte teljesen román lakosságúak.

## Híres emberek

### Itt született
- Kun Béla (eredeti nevén Kohn) (1886–1938) politikus, az akkoriban Szilágycseh közigazgatásához tartozó Lele faluban született.
- Marián István (1924–2004) magyar katonatiszt, 1956-os forradalmár.
- Molnár Miklós (1922–1959) gazdasági szakíró.
- Szabó Sándor (1937–) újságíró, költő, műfordító.
- Koller Sándor (1953–) ötszörös román válogatott labdarúgó. Klubjai: Szilagycsehi Progresul, Zilahi Armatura, Kolozsvári Dermata, Marosvásárhelyi ASA, Besztercei Gloria és a Nagybányai FC.
- Veres-Kovács Attila (1953–) a Királyhágómelléki Református Egyházkerület püspökhelyettese (1990–1995), nagyvárad-olaszi lelkész.
- Koller Ákos (1974–) labdarúgó. Tanulmányait egy darabig Szilágycsehben végezte, majd a középiskolát Magyarországon fejezte be.

### Itt élt
- Itt végezte középiskolai tanulmányait Bessenyei István, romániai magyar színész, rendező, a Szatmárnémeti Északi Színház Harag György Társulatának igazgatója.
- Itt volt lelkész és esperes Nagytiszteletű Kanizsay László, a szatmárnémeti Láncos templom lelkésze.
- Itt végezte középiskolai tanulmányait Nagy Baló Csaba, református teológus, középiskolai tanár, a Szatmárnémeti Református Gimnázium egyik (újjá-)alapító tanára, egyháztörténet-, bibliaismeret- és vallástanár (később a Hódmezővásárhelyi Református Gimnázium tanára, kollégiumának igazgatója). Keze alól több tucat későbbi lelkész került a Kolozsvári Protestáns Teológiai Intézetbe és a Debreceni Református Hittudományi Egyetemre.
- Itt végezte középiskolai tanulmányait Vicsai János, történész, helytörténész, éveken át a Szamosardói Általános Iskola igazgatója, történelem-filozófia szakos tanár, később tanfelügyelő. A Nagybányai Református Egyházmegye főgondnoka, RMDSZ-es politikus (többszörös országgyűlési képviselőjelölt), tanácsos.